# Pilgrim Porky
Pilgrim Porky est un cartoon, réalisé par Bob Clampett et sorti en 1940, qui met en scène Porky Pig.